# Кайал
Кайал (словац. Kajal) — село в окрузі  Ґаланта Трнавського краю Словаччини. Площа села 8,05 км². Станом на 31 грудня 2015 року в селі проживало 1538 жителів.

## Історія
Перші згадки про село датуються 1297 роком.

## Населення
| Рік:            | 1994. | 2004.   | 2014.   | 2024.   |
| --------------- | ----- | ------- | ------- | ------- |
| Кількість осіб: | 1321  | 1451    | 1543    | 1549    |
| Різниця:        |       | +9,84 % | +6,34 % | +0,38 % |

| Рік:            | 2023. | 2024.   |
| --------------- | ----- | ------- |
| Кількість осіб: | 1561  | 1549    |
| Різниця:        |       | -0,76 % |